# صموئيل كونتي
صموئيل كونتي (بالإنجليزية: Samuel Conti)‏ هو محامي وقاضي أمريكي، ولد في 16 يوليو 1922 في لوس أنجلوس في الولايات المتحدة، وتوفي في 29 أغسطس 2018.